# Колотилов, Александр Афанасьевич
Александр Афанасьевич Колотилов (14 октября 1946 года — 29 октября 2021) — Заслуженный художник Российской Федерации, член Союза художников РФ, автор флага городского поселения Пушкино и герба городского поселения Пушкино, член региональной общественной организации «Московское объединение художников Международного художественного фонда».

## Биография
Родился 14 октября 1946 года.
Рано потерял родителей и воспитывался в детском доме. С детства отдавал рисованию много времени, читал книги о русских художниках-реалистах — В. Саврасове, В. Поленове, И. Левитане, К. Коровине.
В 1968 окончил Абрамцевское художественно-промышленное училище, затем служил в Советской Армии.
С 1974 — преподаватель в Абрамцевском художественно-промышленном училище.
В 1977 окончил Строгановское училище.
С 1994 работает в детской художественной школе г. Пушкино.
Обладает «живой» манерой исполнения пейзажей, в которой непосредственность восприятия натуры художником (некоторая «импрессионистичность») органично соединяется с глубоким художественным и философским осмыслением лирико-эпического характера природы Средней России, свойственным московской школе живописи. Работает в технике корпусной живописи «широкой кистью», позволяющей выявлять самоценность цвета на полотне, бережно передаёт характерные особенности изображаемого. Натюрморты отличаются жизнерадостностью и живописно-пластической, эмоциональной выразительностью, свежестью восприятия натуры.
Участвует в выставках с 1988 года. В 2008 состоялась персональная выставка в галерее «N-Prospect» (Санкт-Петербург).
Работы хранятся в музеях и частных коллекциях.
Скончался 29 октября 2021 года

## Награды и признание
- Заслуженный художник Российской Федерации.
- Лауреат конкурса имени Виктора Попкова (диплом II степени)[3] Академик Российской Академии народного Искусства с 2014 года.[источник не указан 3767 дней]